# Hydrozetes videor
Hydrozetes videor är en kvalsterart som beskrevs av Herbert Habeeb 1974. Hydrozetes videor ingår i släktet Hydrozetes och familjen Hydrozetidae. Inga underarter finns listade i Catalogue of Life.